# زولف آشوفتي (قصيدة)
زولف آشوفتي أو أشعث الشعر هي قصيدة غزلية للشاعر الفارسي حافظ الشيرازي في القرن الرابع عشر. في هذه القصيدة، يزور حافظ في الليل حبيبة سابقة، ويُصبح واضحًا من خلال اللغة المجازية أن اللقاء كان ناجحًا. لا يوجد أي إشارة إلى وجود صلة صوفية أو باطنية في هذه القصيدة. القصيدة هي رقم 26 في طبعة محمد قزويني وقاسم غني (1941) ورقم 22 في طبعة برويز ناتل خانلاري (الطبعة الثانية 1983).

## القصيدة
1
زلف‌آشفته و خوی‌کرده و خندان‌لب و مست
پیرهن‌چاک و غزل‌خوان و صراحی در دست
أشعث الشعر ومتعرق ومبتسم وشفتيه مخمورة،
قميص ممزق ويغني الأغاني وقارورة النبيذ في يده،
2
نرگسش عربده‌جوی و لبش افسوس‌کنان
نیم‌شب دوش به بالین من آمد بنشست
عينها تبحث عن شجار وشفتها تسخر،
في منتصف الليل بالأمس جاء إلى وسادتي وجلس.
3
سر فرا گوش من آورد، به آواز حزین
گفت: ای عاشق دیرینه من خوابت هست؟
لقد جلب رأسه بالقرب من أذني وبصوت حزين
قال "مرحبًا، يا حبيبي القديم، هل أنت نائم؟"
4
عاشقی را که چنین باده شبگیر دهند
کافر عشق بُوَد گر نشود باده‌پرست
عاشق يعطونه مثل هذا النبيذ الليلي
فهو كافر بالحب إذا لم يكن عابداً للخمر!
5

که ندادند جز این تحفه به ما روز الست
اذهب أيها الزاهد ولا تنتقد من يشرب الثمالة!
لأنهم لم يعطونا في يوم العهد إلا هذه الهدية.
6
آن‌چه او ریخت به پیمانه ما نوشیدیم
اگر از خمر بهشت است وگر باده مست
كل ما سكبه في كأسنا شربناه،
سواء كان من خمر الجنة أو من خمر السكير.
7
خنده جام می و زلف گره‌گیر نگار
ای بسا توبه که چون توبه حافظ بشکست
ابتسامة كأس من النبيذ وشعر جميل مجعد –
كم من توبة كسروها مثل توبة حافظ!

## الوزن الشعري
يُطلق على البحر اسم "بحر الرمل المكسبون " (بحر الرمل المُحاطة)، لأنه على النقيض من الرمل المعتاد الذي يتكون من -ش-، فإن جميع الأعمدة باستثناء الأولى تكون "محاطة"، أي مختصرة إلى شش-. وهو وزن مبتور.

## قراءة إضافية
- أربيري، أ.ج. (1947). خمسون قصيدة لحافظ ، ص 113. 90، يحتوي على ترجمة هذه القصيدة بقلم والتر ليف .
- أفيري، بيتر؛ هيث-ستابس، جون (1952). حافظ شيراز: ثلاثون قصيدة ، ص30.
- دي بروين، جيه تي بي (2002/2012). حافظ الثالث فن الشعر عند حافظ. الموسوعة الإيرانية على الإنترنت.
- كلارك، هـ. ويلبرفورس (1891). ديوان الحافظ المجلد ثانياً. ص 111 .
- "EIr" (2004، تم التحديث في عام 2012). "المثلية الجنسية في الأدب الفارسي" . الموسوعة الإيرانية على الإنترنت .
- القاضي، وداد (2003). "العهد الأول والتاريخ الإنساني في القرآن الكريم" . وقائع الجمعية الفلسفية الأمريكية ، المجلد. 147، رقم 4 (ديسمبر 2003)، ص. 332–338.

## روابط خارجية
- قارورة حافظ في يده تلاها باللغة الفارسية الشاعر نادر نادربور . 3.1.15
- قارورة حافظ في يده ، يقرأها باللغة الفارسية فريدون فرحندوز، وسهيل قاسمي، ومحسن ليله كوهي. 3.1.15
- النسخة الخطية للقصيدة